# Necydalis wakaharai
Necydalis wakaharai is een keversoort uit de familie van de boktorren (Cerambycidae). De wetenschappelijke naam van de soort werd voor het eerst geldig gepubliceerd in 2004 door Niisato & Ohbayashi N..